# Jan Schmidt
Pour les articles homonymes, voir Schmidt.
Jan Schmidt, né le 3 janvier 1934 à Náchod (Tchécoslovaquie) et mort le 27 septembre 2019 à Prague, est un réalisateur, scénariste et acteur tchécoslovaque puis tchèque,.
Il a réalisé seize films entre 1960 et 1995. Son film de 1969, Colonie Lanfier (ru), a été présenté au 6e Festival international du film de Moscou.

## Filmographie

### Réalisateur de télévision
- 1974 Vodník a Zuzana
- 2001 Stříbrná paruka (TV seriál)

### Réalisateur de cinéma
- 1995 Jak si zasloužit princeznu
- 1990 Vracenky
- 1985 Podfuk
- 1982 Smrt talentovaného ševce (cs)
- 1980 Koncert
- 1977 Na veliké řece
- 1977 Osada Havranů (cs)
- 1977 Volání rodu
- 1975 Nevěsta s nejkrásnějšíma očima
- 1974 Siroty
- 1970 Luk královny Dorotky
- 1969 Colonie Lanfier (ru) (Kolonie Lanfieri)
- 1966 Fin août à l'Hôtel Ozone (Konec srpna v hotelu Ozon)
- 1963 Postava k podpírání (cs)
- 1961 Černobílá Sylva
- 1960 Cesta domů